# Tiburzio Passarotti

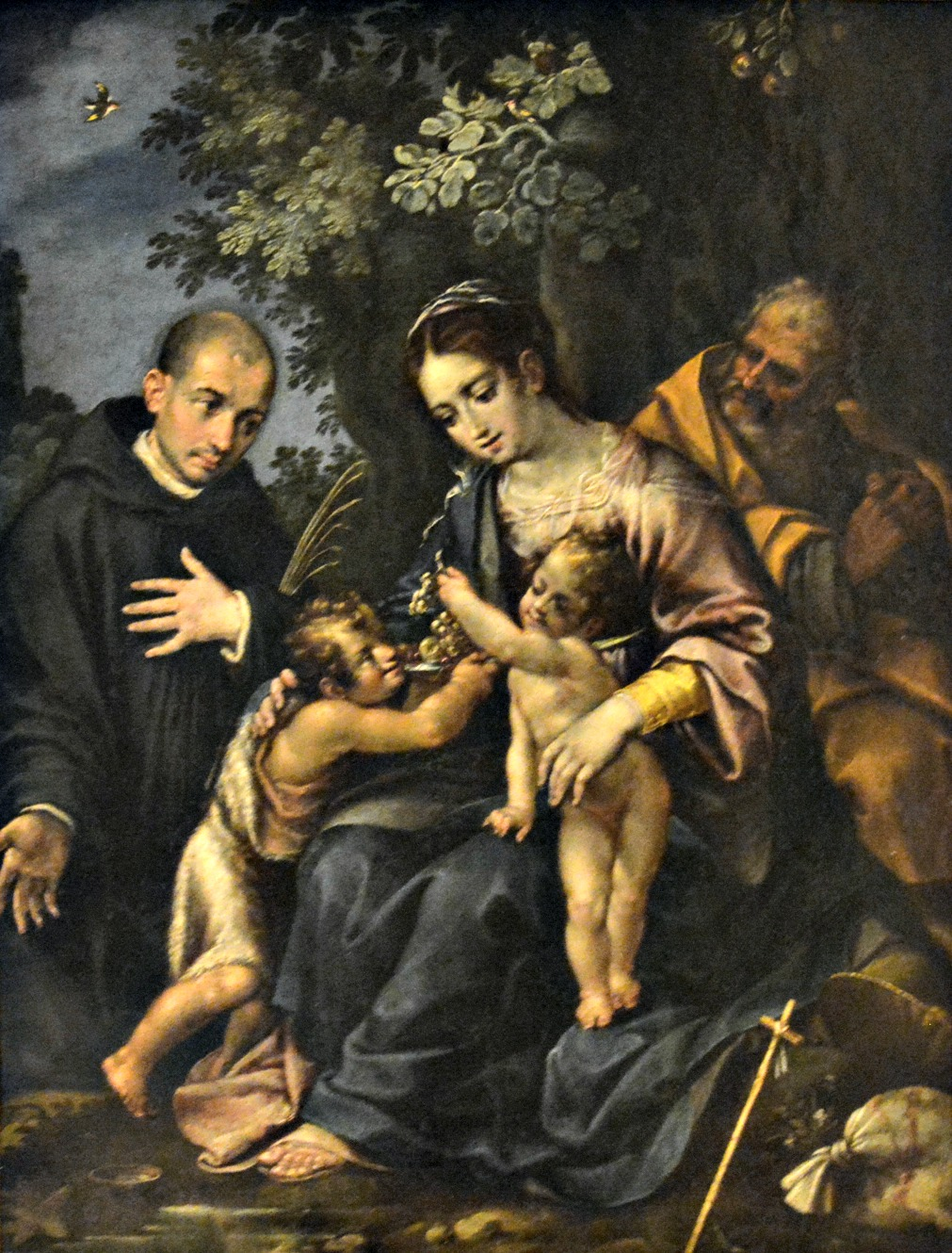
Sacra Famiglia con san Giovannino e un santo martire benedettino di Tiburzio Passarotti

Tiburzio Passarotti (Bologna,  1553 – Bologna, 22 novembre 1612) è stato un pittore italiano.

## Biografia
Tiburzio Passarotti, o Passerotti, era il figlio primogenito del pittore Bartolomeo e di Imperia Toselli. All'età di diciotto anni fu aggregato alla "Compagnia dei pittori e bombasari". Con l'aiuto di suo padre, dipinse la pala "Loiani", con il Martirio di santa Caterina, firmata e datata 1577 e destinata alla basilica di San Giacomo Maggiore, a Bologna.
Tiburzio col tempo modificò l'impostazione artistica del padre, volgendo verso il manierismo, accentuando cioè i cromatismi e le pose che dipingeva con meno naturalezza.
Trasferì la sua abitazione nel quartiere di San Tommaso al Mercato, abbandonando la casa paterna che si trovava presso la chiesa di San Michele del Mercato. Sposò Taddea Gaggi, dalla quale ebbe due figli - Gasparo e Arcangelo - i quali, seguendo le tendenze familiari, divennero pittori.

### Soggiorno a Venezia

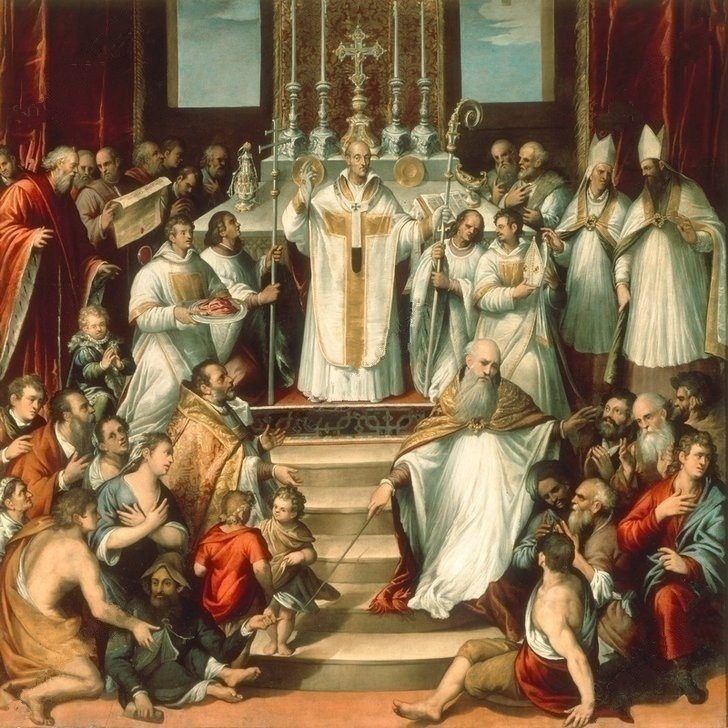
Elezione di san Lorenzo Giustiniani al Patriarcato di Venezia di Tiburzio Passarotti

Nel 1580 Tiburzio Passarotti visitò Venezia,  dove dipinse su commissione una grande tela con l'Elezione di san Lorenzo Giustiniani al patriarcato di Venezia, che è conservata a Venezia, al Palazzo ducale e fu dipinta nel 1587-1588. Fu impiegato anche in altre opere decorative del Palazzo ducale, che era stato devastato da incendi nel 1573 e nel 1577.
Dipinse un'Ultima Cena, ora a Padova, ai Musei civici; un San Michele Arcangelo per la chiesa di Cremia (Como), che è databile 1586 e Storie della Vergine, dipinto che è alla Pinacoteca provinciale di Bari.

### Ritorno in patria
Tornato a Bologna, Il 15 febbraio 1592, Tiburzio sostituì suo padre nel consiglio della "Compagnia dei pittori", dove ebbe anche la carica temporanea di "massaro", nel 1593 e nel 1603.
Tra il 1590 e il 1595 dipinse le pale d'altare: Madonna in gloria e i santi Brigida, Giovanni Evangelista, Giacomo, già nella cappella Pepoli della basilica di San Petronio e Madonna in gloria e i santi Girolamo e Francesco, che è a Bologna, alla Pinacoteca nazionale e che era destinata alla cappella Paleotti, nella chiesa di Santa Cecilia.
Dipinse il ritratto del chirurgo Gaspare Tagliacozzi (Biblioteca Universitaria di Bologna) e una pala con Crocifissione e san Francesco inginocchiato (Bologna, monastero della Visitazione), che era destinata all'altare della cappella Tagliacozzi, nella chiesa di San Giovanni Battista di Bologna.
Nei dipinti Allegoria dell'estate e Allegoria dell'autunno rappresentò la vita campestre, ispirandosi a Jacopo Bassano. Una Adorazione dei Magi si trova ad Ajaccio, una Annunciazione è a Cesena e una Giuditta è nella Galleria Estense di Modena. Un ritratto a lui attribuito è a palazzo Pergami, al Museo di stato di San Marino.
Secondo Carlo Cesare Malvasia, il suo primo biografo, Tiburzio Passarotti vendette al cardinale Benedetto Giustiniani un gruppo di disegni, suoi e di suo padre, per la somma ingente di seimila lire.

### Altre opere
- San Giorgio uccide il drago tra i santi Nicola di Bari, Girolamo, Dorotea, Caterina, d'Alessandria e altre due Sante, Pinacoteca civica di Forlì
- Sacra Famiglia con san Giovannino e un santo martire benedettino, Museo nazionale di Capodimonte